# Ериданија (Фођа)
Ериданија (итал. Eridania) је насеље у Италији у округу Фођа, региону Апулија.
Према процени из 2011. у насељу је живело 188 становника. Насеље се налази на надморској висини од 50 м.